# Колдуэлл (Арканзас)
Колдуэлл (англ. Caldwell) — город, расположенный в округе Сент-Франсис (штат Арканзас, США) с населением в 465 человек по статистическим данным переписи 2000 года.

## География
По данным Бюро переписи населения США город Колдуэлл имеет общую площадь в 7,77 квадратных километров, из которых 7,6 кв. километров занимает земля и 0,1 кв. километров — вода. Площадь водных ресурсов округа составляет 0,66 % от всей его площади.
Город Колдуэлл расположен на высоте 73 метра над уровнем моря.

## Демография
| Год переписи | Нас. |  | %±    |
| ------------ | ---- |  | ----- |
| 1970         | 292  |  | —     |
| 1980         | 283  |  | −3,1% |
| 1990         | 334  |  | 18%   |
| 2000         | 465  |  | 39,2% |
| 1970–2000    |      |  |       |

По данным переписи населения 2000 года в Колдуэлле проживало 465 человек, 140 семей, насчитывалось 174 домашних хозяйств и 190 жилых домов. Средняя плотность населения составляла около 59,6 человек на один квадратный километр. Расовый состав Колдуэлла по данным переписи распределился следующим образом: 82,8 % белых, 15,05 % — чёрных или афроамериканцев, 0,43 % — коренных американцев, 1,51 % — азиатов, 0,22 % — представителей смешанных рас.
Испаноговорящие составили 0,65 % от всех жителей города.
Из 174 домашних хозяйств в 35,6 % — воспитывали детей в возрасте до 18 лет, 70,7 % представляли собой совместно проживающие супружеские пары, в 8,6 % семей женщины проживали без мужей, 19 % не имели семей. 15,5 % от общего числа семей на момент переписи жили самостоятельно, при этом 6,9 % составили одинокие пожилые люди в возрасте 65 лет и старше. Средний размер домашнего хозяйства составил 2,67 человек, а средний размер семьи — 2,99 человек.
Население города по возрастному диапазону по данным переписи 2000 года распределилось следующим образом: 25,4 % — жители младше 18 лет, 8,6 % — между 18 и 24 годами, 28 % — от 25 до 44 лет, 24,7 % — от 45 до 64 лет и 13,3 % — в возрасте 65 лет и старше. Средний возраст жителей составил 38 лет. На каждые 100 женщин в Колдуэлле приходилось 97,9 мужчин, при этом на каждые сто женщин 18 лет и старше приходилось 92,8 мужчин также старше 18 лет.
Средний доход на одно домашнее хозяйство в городе составил 38 594 доллара США, а средний доход на одну семью — 46 250 долларов. При этом мужчины имели средний доход в 31 806 долларов США в год против 21 500 долларов среднегодового дохода у женщин. Доход на душу населения в городе составил 16 889 долларов в год. 9,9 % от всего числа семей в округе и 15,9 % от всей численности населения находилось на момент переписи населения за чертой бедности, при этом 26,4 % из них были моложе 18 лет и 16,3 % — в возрасте 65 лет и старше.